# Miesheim
Miesheim ist eine Wüstung, ein abgegangener Ort zwischen Binsfeld und Düren im Kreis Düren in Nordrhein-Westfalen.

## Geschichte
Der Ort, der ursprünglich „Meisheim“ oder auch „Meisgeim“ genannt wurde, war einer der jülichschen Erbforsthöfe der Waldgrafschaft. Er bestand aus etwa drei Bauernhöfen und einer Kapelle.
Die allgemeine Annahme, dass das Dorf im 13. Jahrhundert aufgegeben ist nicht nachgewiesen. Es wurde 1302 zum ersten Mal urkundlich erwähnt. Miesheim gehörte zur Unterherrschaft Binsfeld im Herzogtum Jülich. Die erste urkundliche Erwähnung erfolgte am 20. November 1302, als der Dürener Bürger Heinrich von Echtz dem Aachener Marienstift Getreide verkaufte und als Sicherheit unter anderem Ackerland einsetzte, das „jacet in campo de Meisgeim“, das heißt im Meisheimer Feld lag.
kristgen van meysheym, (Christian von Miesheim) und Stingen Hechtz seine Hausfrau  und ihre beiden Kinder,  sind im 15. Jahrhundert (ca. 1440) Mitglied der St. Sebastianus-Schützen von Nideggen.
1584 besaß ein Adam Römer den Hof Miesheim als Lehen der Abtei Kornelimünster. Zuletzt wird 1694 Adam Huppertz als Erbförster von Miesheim genannt. Somit existierte zumindest noch ein Gutshof.

## Überreste
Im Acker nördlich der Landesstraße 271 befindet sich eine Vertiefung, dort lag der Dorfweiher. Der Miesheimer Weg in Düren erinnert an den früheren Ort.
Beim Neubau der Ortsumgehung Düren B 56n wurden im Herbst 2015 ausführliche archäologische Grabungen durchgeführt.